# Adipicola osseocola
Adipicola osseocola is een tweekleppigensoort uit de familie van de Mytilidae. De wetenschappelijke naam van de soort is voor het eerst geldig gepubliceerd in 1987 door Dell.